# Janusz Pawłowski
Janusz Pawłowski, (* 20. července 1959 v Sopotech, Polsko) je bývalý polský zápasník – judista, olympijský medailista z let 1980 a 1988.

## Sportovní kariéra
S judem začal ve 12 letech v Gdyni po vzoru svého strýce Bogdana. Později se přesunul do Gdaňsku, kde se připravoval pod vedením Ryszarda Zieniawa.
V polské seniorské reprezentaci se pohyboval od konce sedmdesátých let a v roce 1980 si zajistil účast na olympijských hrách v Moskvě. Při neúčasti zejména japonských a jihokorejských judistů (bojkot her) nakonec získal bronzovou olympijskou medaili.
V roce 1984 o účast na olympijských hrách v Los Angeles přišel kvůli polskému bojkotu her. Vše si vynahradil v roce 1988 na olympijských hrách v Soulu, kde se po přívětivém losu dostal do semifinále, kde narazil na úřadujícího mistra světa Jósuke Jamamota. Po celý zápas odrážel Japoncovi útoky, aby ho v závěru vyčerpaného poslal nádherným drop ippon-seoi-nage na ippon. Ve finále nastoupil proti domácímu Korejci I Kjong-kunovi. Vyrovnaný a především od obou pasivní zápas museli rozhodnout sudí praporky. Ti v sobě před skandujícími Korejci zaplněnou halou nenašli dostatek odvahy zvednout praporky v jeho prospěch. Získal stříbrnou olympijskou medailí.
Sportovní kariéru ukončil v roce 1990. Věnuje se trenérské práci.

## Výsledky
| Turnaj             | 1979           | 1980           | 1981           | 1982           | 1983           | 1984           | 1985           | 1986           | 1987           | 1988           |
| Turnaj             | 20             | 21             | 22             | 23             | 24             | 25             | 26             | 27             | 28             | 29             |
| Turnaj             | pololehká váha | pololehká váha | pololehká váha | pololehká váha | pololehká váha | pololehká váha | pololehká váha | pololehká váha | pololehká váha | pololehká váha |
| ------------------ | -------------- | -------------- | -------------- | -------------- | -------------- | -------------- | -------------- | -------------- | -------------- | -------------- |
| Olympijské hry     |                | 3.             |                |                |                | —              |                |                |                | 2.             |
| Mistrovství světa  | 3.             |                | úč.            |                | 3.             |                | 5.             |                | 3.             |                |
| Mistrovství Evropy | ?              | 5.             | ?              | 3.             | 3.             | 5.             | úč.            | 3.             | 5.             | ?              |